# Åskilje kyrka
Åskilje kyrka är en kyrkobyggnad som tillhör Stensele församling i Luleå stift. Kyrkan ligger i samhället Åskilje i Storumans kommun.

## Kyrkobyggnaden
Träkyrkan uppfördes 1925–1928 efter ritningar av arkitekt Anders Roland och invigdes 1928. Ritningarna hade tidigare använts för att bygga Umnäs kyrka.
Kyrkan består av ett rektangulärt enskeppigt långhus med ett smalare kor i öster. Vid västra kortsidan finns kyrktornet som tillkom 1936. Vid långhusets norra sida finns en vidbyggd sakristia. Kyrkan har ett sadeltak klätt med lertegel och ytterväggar klädda med vitmålad stående panel.
Kyrkorummet har ett träpanelat tak som är spegelvälvt över mitten och dekorerat med listverk. Väggarna är klädda med marmorerad träpanel.
Kyrkogården invigdes 1936.

## Inventarier
- Predikstolen är tillverkad på 1600-talet och fanns tidigare i Lycksele och Stensele kyrkor.

### Orgel
- Den nuvarande orgeln är byggd 1968 av Grönlunds Orgelbyggeri, Gammelstad och är en mekanisk orgel.

| Manual I     | Manual II     | Pedal      | Koppel |
| Rörflöjt 8'  | Gedackt 8'    | Subbas 16´ | I/P    |
| Principal 4' | Rörflöjt 4'   | Oktava 4´  | II/P   |
| Waldflöjt 2' | Principal 2'  |            | II/I   |
| Mixtur III   | Vox humana 8' |            |        |
|              | Tremulant     |            |        |